# Ocotea itatiaiae
Ocotea itatiaiae är en lagerväxtart som beskrevs av Vattimo. Ocotea itatiaiae ingår i släktet Ocotea och familjen lagerväxter. Inga underarter finns listade i Catalogue of Life.